# Elme Marie Caro
Elme Marie Caro (Poitiers, 4 marzo 1826 – Parigi, 13 luglio 1887) è stato un filosofo francese.

## Biografia
Suo padre era un professore di filosofia, dal quale ricevette l'insegnamento al Stanislas College e presso l'École Normale, dove si laureò nel 1848. Dopo che fu professore di filosofia in diverse università di provincia, conseguì il titolo di dottore e successivamente venne a Parigi nel 1858 per dare conferenze presso l'École Normale.
Nel 1861 divenne ispettore dell'Accademia di Parigi, nel 1864 professore di filosofia alla Facoltà di Lettere e nel 1874 membro dell'Académie française.
Sposò Pauline Cassin, l'autrice di Le Péché de Madeleine e altri romanzi ben noti.
Nel campo filosofico, difese il cristianesimo contro il positivismo moderno. Fu fortemente influenzato da Victor Cousin.
Scrisse  importanti contributi sulle riviste La France e Revue des deux mondes.

## Opere principali
- Du mysticisme au XVIIIe siècle (1852-1854)
- Études morales sur le temps présent (1855)
- L'Idée de Dieu (1864)
- Le matérialisme et la science (1867)
- Jours d'épreuve (1872)
- Le Pessimisme au XIXe siècle (1878)
- La Philosophie de Goethe (2ª ed., 1880)
- La fin du dix-huitième siècle (1881)[1]
- M. Littré et le positivisme (1883)
- George Sand (1887)
- Mélanges et portraits (1888)